# Toei Animation Inc.
Toei Animation Inc. (abreviado como TAI, o a veces solo Toei USA o Toei LATAM, dependiendo del territorio) es una empresa estadounidense de licencias y distribución que opera como un brazo de distribución internacional del estudio de animación japonés Toei Animation. Originalmente fundada en 2004 y con sede en Los Ángeles, la empresa es responsable de otorgar licencias para la biblioteca del estudio en Norteamérica, América Latina, Sudáfrica y Oceanía. Tiene asociaciones con canales de televisión, distribuidores de DVD y sitios web de transmisión.

## Historia
Debido a la decisión de Toei Animation de empezar a distribuir sus series directamente desde 2003 con el establecimiento de Toei Animation Europe con sede en París, Toei Animation Inc. con sede en Los Ángeles fue fundada en marzo de 2004.
En 2005, las licencias de Toei Animation que fueron distribuidas por Cloverway Inc. fueron transferidas a Toei Animation Inc. por requerimiento, dejando a Cloverway sola con las licencias de los otros productores japoneses con los que actuó como intermediaria. Como consecuencia de ello, ha habido una cadena de irregularidades, como la pérdida de cintas máster de muchas series, siendo las versiones latinoamericanas las más afectadas por este cambio en la distribución.
La filial latina comenzó a funcionar en 2006, dos años después de abrir su sede en Los Ángeles California, la cual operaba desde sus oficinas en México y Brasil, reemplazando a su antigua sede Cloverway (también perteneciente a Toei) y comenzó a administrar el licenciamiento y distribución de todos sus contenidos; pero a diferencia de Cloverway, solo se hace cargo de las series que fueron producidas por Toei, dejando huérfanos a los contenidos que no eran propios de la productora como por ejemplo: Sakura Card Captors, Love Hina, Trigun y Samurai Champloo.

## Producciones de Toei Animation en distribución para Hispanoamérica y Brasil
| Franquicia                 | Título                                           | Caps. | Notas |
| -------------------------- | ------------------------------------------------ | ----- | --- |
|                            | Air Gear                                         |       | Sub-distribuido por Crunchyroll. |
| DIGIMON (DIGITAL MONSTERS) | Digimon Adventure                                | 54    | 253 episodios. Anteriormente fueron distribuidas por Marvista Entertainment. Se desconoce la disponibilidad de Digimon Savers desde 2014.              |
| DIGIMON (DIGITAL MONSTERS) | Digimon Adventure 02                             | 50    | 253 episodios. Anteriormente fueron distribuidas por Marvista Entertainment. Se desconoce la disponibilidad de Digimon Savers desde 2014.              |
| DIGIMON (DIGITAL MONSTERS) | Digimon Tamers                                   | 51    | 253 episodios. Anteriormente fueron distribuidas por Marvista Entertainment. Se desconoce la disponibilidad de Digimon Savers desde 2014.              |
| DIGIMON (DIGITAL MONSTERS) | Digimon Frontier                                 | 50    | 253 episodios. Anteriormente fueron distribuidas por Marvista Entertainment. Se desconoce la disponibilidad de Digimon Savers desde 2014.              |
| DIGIMON (DIGITAL MONSTERS) | Digimon Savers                                   | 48    | 253 episodios. Anteriormente fueron distribuidas por Marvista Entertainment. Se desconoce la disponibilidad de Digimon Savers desde 2014.              |
| DIGIMON (DIGITAL MONSTERS) | Digimon Universe: App Monsters                   | 52    | Solo subtitulado. Se desconoce si llegará con doblaje.                                                                                                 |
| DIGIMON (DIGITAL MONSTERS) | Digimon Adventure: Ψ                             | 67    | Solo subtitulado. Se desconoce si llegará con doblaje.                                                                                                 |
| DIGIMON (DIGITAL MONSTERS) | Digimon Ghost Game                               | 67    | Solo subtitulado. |
| DIGIMON (DIGITAL MONSTERS) | Digimon Adventure tri.                           |       | |
| DR. SLUMP                  | DR. SLUMP                                        | 243   | Serie de 1981: Se desconoce su disponibilidad desde 2011.                                                                                              |
| DR. SLUMP                  | DR. SLUMP                                        | 74    | Serie de 1997. |
| DRAGON BALL                | Dragon Ball                                      | 153   | Desde 2022 se distribuye su versión descargada de internet con censura adicional y audios piratas en Brasil.                                           |
| DRAGON BALL                | Dragon Ball Z                                    | 291   | Desde 2016 se distribuye su versión "remasterizada" por Funimation con crop en la imagen, colores saturados, sin avances y algunos audios de internet. |
| DRAGON BALL                | Dragon Ball GT                                   | 64    | Desde 2016 se distribuye su versión descargada de internet con audios de Vendrell capturados de Cartoon Network y parches RM de Unicable.              |
| DRAGON BALL                | Dragon Ball Z Kai                                | 98    | ver. Nicktoons: Estuvo fuera de distribución desde 2014 hasta 2021.                                                                                    |
| DRAGON BALL                | Dragon Ball Z Kai: Los Capítulos Finales         | 69    | ver. Internacional: Producido por Toei Animation y Funimation.                                                                                         |
| DRAGON BALL                | Dragon Ball Super                                | 130   | |
| DRAGON BALL                | Dragon Ball Daima                                | 20    | Doblaje confirmado para 2025. |
|                            | Dragon Quest: Las aventuras de Dai               |       | Doblaje disponible en conjunto con Anime Onegai. |
|                            | Dream 9                                          |       | Especial de televisión crossover de los animes Toriko, One Piece y Dragon Ball Z.                                                                      |
|                            | Driland                                          |       | Se desconoce su disponibilidad y distribución. |
|                            | Girls Band Cry                                   | 13    | Sub-distribuido por Crunchyroll. |
| GeGeGe NO KITARÕ           | GeGeGe NO KITARÕ                                 |       | Serie de 1996: Solo se doblaron 52 de 114 episodios.                                                                                                   |
| GeGeGe NO KITARÕ           | GeGeGe NO KITARÕ                                 | 97    | Serie de 2018: Solo subtitulado. |
|                            | Magical Doremi                                   |       | Solo la primera temporada doblada. |
|                            | Mazinger Z                                       |       | Desde 2016 solo distribuye su versión remasterizada y redoblada al español.                                                                            |
|                            | Mazinger Z: Infinity                             |       | Película. |
|                            | Cazafantasmas Mikami                             |       | |
|                            | Nadja del mañana                                 |       | |
|                            | Nube, el maestro del Infierno                    |       | |
| ONE PIECE                  | ONE PIECE                                        | 1100+ | Versión original. Subtitulado en emisión y doblado con producción continua.                                                                            |
| PRETTY CURE (PRECURE)      | Pretty Cure                                      |       | Solo se doblaron 26 de 49 episodios. |
| PRETTY CURE (PRECURE)      | Go! Princess Pretty Cure                         | 50    | Solo subtitulado. |
| PRETTY CURE (PRECURE)      | Maho Girls PreCure!                              | 50    | Solo subtitulado. |
| PRETTY CURE (PRECURE)      | KiraKira ☆ Pretty Cure A la Mode                 | 49    | Solo subtitulado. |
| PRETTY CURE (PRECURE)      | HUGtto! Pretty Cure                              | 49    | Solo subtitulado. |
| PRETTY CURE (PRECURE)      | Star Twinkle Pretty Cure                         | 49    | Solo subtitulado. |
| PRETTY CURE (PRECURE)      | Healin' Good ♡ Pretty Cure                       | 45    | Solo subtitulado. |
| PRETTY CURE (PRECURE)      | Tropical-Rouge! Pretty Cure                      | 46    | Solo subtitulado. |
| PRETTY CURE (PRECURE)      | Delicious Party ♡ Pretty Cure                    | 45    | Solo subtitulado. |
| PRETTY CURE (PRECURE)      | Soaring Sky! Pretty Cure                         | 50    | Solo subtitulado. |
| PRETTY CURE (PRECURE)      | Power of Hope: Pretty Cure Full Bloom'23         | 12    | Solo subtitulado. |
| PRETTY CURE (PRECURE)      | Wonderful Precure!                               | 50    | Solo subtitulado. |
| PRETTY CURE (PRECURE)      | Maho Girls PreCure!! ~MIRAI DAYS~                |       | En emisión con subtítulos. |
| PRETTY CURE (PRECURE)      | You and Idol Pretty Cure                         |       | En emisión con subtítulos. |
|                            | Robot Girl Z                                     |       | Solo subtitulado. |
|                            | Robot Girl Z Plus                                |       | Solo subtitulado. |
| SAILOR MOON                | Sailor Moon                                      | 46    | Desde 2017 se distribuye en HD, usando los Masters Japoneses de Toei y remezclado en el estudio Dubbing House.                                         |
| SAILOR MOON                | Sailor Moon R                                    | 43    | |
| SAILOR MOON                | Sailor Moon S                                    | 38    | |
| SAILOR MOON                | Sailor Moon: Super S                             | 39    | |
| SAILOR MOON                | Sailor Moon: Sailor Stars                        | 34    | |
| SAILOR MOON                | Sailor Moon Crystal                              | 39    | |
| SAINT SEIYA                | Los Caballeros del Zodiaco                       | 114   | Desde 2016 se distribuye su versión remasterizada en HD.                                                                                               |
| SAINT SEIYA                | Los Caballeros del Zodiaco: La Saga de Hades     | 26    | Desde 2017 solo se distribuye el doblaje producido por Towers Entertainment.                                                                           |
| SAINT SEIYA                | Los Caballeros del Zodiaco: Omega                | 97    | |
| SAINT SEIYA                | Los Caballeros del Zodiaco: Alma de Oro          | 13    | |
| SAINT SEIYA                | Los Caballeros del Zodiaco: Saintia Shō          | 10    | Solo subtitulado. |
|                            | Slam Dunk                                        |       | |
|                            | Tiger Mask W                                     |       | Solo subtitulado. |
|                            | Toriko                                           |       | Solo se doblaron 52 de 147 episodios. |
|                            | World Trigger                                    |       | Subtitulado. Doblaje producido en conjunto con Anime Onegai.                                                                                           |
|                            | Animes distribuidos por terceros                 |       | |
|                            | CLANNAD                                          |       | Distribuido por Sentai Filmworks. |
|                            | Zatch Bell!                                      |       | Versión producida y distribuida por VIZ Media. Solo se doblaron 52 de 150 episodios. Se desconoce su disponibilidad.                                   |
|                            | Demashita! Powerpuff Girls Z                     |       | Distribuido por Turner Broadcasting System. |
|                            | Kindaichi                                        |       | Distribuido por la Fundación Japón. |
|                            | Mononoke                                         |       | Distribuido por la Fundación Japón. |
|                            | Pretty Guardian Sailor Moon Eternal: La Película |       | Película dividida en dos partes. Distribuido por Netflix.                                                                                              |
|                            | Pretty Guardian Sailor Moon Cosmos: La Película  |       | Película dividida en dos partes. Distribuido por Netflix.                                                                                              |
|                            | Los Caballeros del Zodiaco                       |       | Primera temporada distribuida por Netflix. Segunda temporada distribuida por Crunchyroll.                                                              |
|                            | Dragon Ball Z: La resurrección de Freezer        |       | Distribuido por 20th Century Studios. |
|                            | Dragon Ball Super: Broly                         |       | Distribuido por 20th Century Studios. |
|                            | Dragon Ball Super: Super Hero                    |       | Distribuido por Crunchyroll. |
|                            | Animes fuera de distribución                     |       | |
|                            | Candy Candy                                      |       | Fuera de distribución indefinidamente por cuestiones legales en Japón.                                                                                 |
|                            | Digimon Fusion                                   |       | 54 episodios - ver. Saban Brands de Digimon Xros Wars. Fuera de distribución desde 2019 por baja aceptación.                                           |
|                            | One Piece                                        |       | 104 episodios - ver. 4Kids. Fuera de distribución desde 2017, siendo reemplazado por la versión original.                                              |
|                            | Los Caballeros del Zodiaco: La Saga de Hades     |       | Doblaje producido por Toei Animation Inc. Fue reemplazado por la versión doblada producida por Towers Entertainment.                                   |
|                            | Glitter Force                                    |       | 40 episodios - ver. Internacional de Slime Precure! Sub-distribuido por Hasbro y Netflix. Posible retiro del producto en 2025.                         |
|                            | Glitter Force Doki Doki                          |       | 30 episodios - ver. Internacional de DokiDoki! Precure. Sub-distribuido por Hasbro y Netflix. Posible retiro del producto en 2025.                     |

Películas
| Título                                                                    |      | Año de Distribución | Notas |
| ------------------------------------------------------------------------- | ---- | ------------------- | ----- |
| Dragon Ball Z: Devuelvanme a mi Gohan                                     | 1989 |                     |       |
| Dragon Ball Z: El hombre más fuerte de este mundo                         | 1990 |                     |       |
| Dragon Ball Z: La batalla más grande del mundo está por comenzar          | 1990 |                     |       |
| Dragon Ball Z: Goku es un Súper Saiyajin                                  | 1991 |                     |       |
| Dragon Ball Z: Los rivales más poderosos                                  | 1991 |                     |       |
| Dragon Ball Z: Los guerreros más poderosos                                | 1992 |                     |       |
| Dragon Ball Z: La pelea de los tres Saiyajin                              | 1992 |                     |       |
| Dragon Ball Z: El poder invencible                                        | 1993 |                     |       |
| Dragon Ball Z: La galaxia corre peligro                                   | 1993 |                     |       |
| Dragon Ball Z: El regreso del Guerrero Legendario                         | 1994 |                     |       |
| Dragon Ball Z: El combate final                                           | 1994 |                     |       |
| Dragon Ball Z: La fusión de Goku y Vegeta                                 | 1995 |                     |       |
| Dragon Ball Z: El ataque del Dragón                                       | 1995 |                     |       |
| Dragon Ball Z: La Batalla de los Dioses                                   | 2013 |                     |       |
| Los Caballeros del Zodiaco y la reencarnación de Eris, Diosa de la Guerra | 1987 |                     |       |
| Los Caballeros del Zodiaco y la Gran Batalla de los Dioses                | 1988 |                     |       |
| Los Caballeros del Zodiaco Contraatacan                                   | 1988 |                     |       |
| Los Caballeros del Zodiaco contra Lucifer                                 | 1989 |                     |       |
| Los Caballeros del Zodiaco: Obertura del Cielo                            | 2004 |                     |       |
| Los Caballeros del Zodiaco: La legenda del Santuario                      | 2014 |                     |       |
| Capitán Harlock: El Pirata Espacial                                       | 2013 |                     |       |
| Digimon Adventure tri. - Reunión                                          | 2015 |                     |       |
| Digimon Adventure tri. - Determinación                                    | 2016 |                     |       |
| Digimon Adventure tri. - Confesión                                        | 2016 |                     |       |
| Digimon Adventure tri. - Pérdida                                          | 2017 |                     |       |
| Digimon Adventure tri. - Simbiosis                                        | 2017 |                     |       |
| Mazinger Z: Infinity                                                      | 2017 |                     |       |
| Digimon Adventure tri. - Nuestro Futuro                                   | 2018 |                     |       |
| Digimon Adventure: Last Evolution - Kizuna                                | 2020 |                     |       |
| The First Slam Dunk                                                       | 2022 |                     |       |
| Digimon Adventure 02: The Beginning                                       | 2023 |                     |       |